# Julien Stéphan
Julien Stéphan (Rennes, 18 de setembro de 1980) é um ex-futebolista e treinador de futebol francês que atuava como volante.

## Carreira
Sua carreira como jogador durou 10 anos, atuando pelos times B de Paris Saint-Germain e Toulouse FC. Defendeu ainda Racing de Paris, Briochin e Drouais, onde se aposentou com apenas 27 anos de idade e também acumulava o cargo de técnico das categorias de base, função que exerceria também no Châteauroux, Lorient e Rennes. Neste último, foi também treinador do time B durante 3 anos.
Após a demissão de Sabri Lamouchi devido à sequência de maus resultados, o Rennes promoveu Stéphan a técnico interino em dezembro de 2018, e após 2 vitórias consecutivas, foi efetivado no cargo e teve seu contrato renovado por 2 temporadas. Sob seu comando, o SRFC derrotou o PSG na decisão da Copa da França nos pênaltis, encerrando um período de 48 anos sem conquistar um título de relevância, foi vice-campeão da Supercopa da França e levou o clube ao terceiro lugar na Ligue 1 (encerrada em decorrência da pandemia de COVID-19 no país), garantindo a inédita participação do Rennes na Liga dos Campeões da UEFA.

## Vida pessoal
É filho de Guy Stéphan, auxiliar-técnico da Seleção Francesa. Seu irmão, Guillaume, foi também jogador de futebol (foram companheiros de equipe no time B do Paris Saint-Germain entre 2000 e 2001).

## Títulos e campanhas de destaque
Rennes
- Copa da França: 2018–19
- Supercopa da França: vice-campeão (2019)
- Ligue 1: terceiro lugar (2019–20)